# Ніколас Максимчук
Ніколас Максимчук (англ. Nicholas F. Maxemchuk) — американський інженер-електрик.
У 1968 році Максимчук закінчив навчання в нью-йоркському Сіті Коледжі, де здобув ступінь бакалавра (інженер-електрик). У 1970 році здобув ступінь магістра в Електротехнічній школі Мура при Пенсильванському університеті. У 1975 здобув ступінь доктора філософії системотехніки в Пенсильванському університеті. У 1989 став членом IEEE. З 2001 року працює професором у Колумбійському університеті.
У 2006 році Ніколас Максимчук став лауреатом премії в галузі комп'ютерів і комунікацій імені Кодзі Кобаясі.